# 하이데커
하이데커는 스탠다드데커에 비해 버스의 높이가 높은 버스를 가리킨다. 하이데커로 분류되는 버스들은 주로 고급버스에 들어가는 경우가 많다.

## 특징
하이데커는 스탠다드데커에 비해 높이가 높아 차량의 전망에 있어서도 좋은 버스이다. 다만 스탠다드데커인 버스에 비해 가격은 더 비싸다는 단점도 존재한다. 또한 하이데커의 버스는 대체적으로 스탠다드데커에 비해 화물칸의 면적도 더 넓고 바닥의 높이도 높다는 특징이 있다. 그래서 동종의 버스들 중에서도 스탠다드데커에 비해 버스의 급수도 높고 버스의 길이가 길다는 특징이 있다. 하이데커의 용도는 고속버스와 관광버스로서 많이 사용되며 리무진이나 우등버스의 용도로도 많이 사용된다. 대한민국에서 현재 만드는 하이데커급의 버스는 KIA자동차의 뉴그랜버드 션샤인. 뉴그랜버드 실크로드, 현대자동차의 유니버스 익스프레스 노블, 유니버스 익스프레스 프레스티지, 대우자동차의 FX212 슈퍼크루저, BX212 로얄 하이데커가 있다.

## 같이 보기
- 버스
- 상용차
- 스탠다드데커
- 고속버스
- 관광버스